# Low-k-Dielektrikum
Als Low-k-Dielektrikum wird in der Halbleitertechnologie ein Material bezeichnet, das eine niedrigere Dielektrizitätszahl als SiO2 aufweist, d. h. εr < 3,9. Angestrebt werden heutzutage sogenannte Ultra-low-k-Materialien, deren Dielektrizitätszahl kleiner als 2,4 ist.
Die Bezeichnung „Low-k“ ist dem Englischen entlehnt, wo die Dielektrizitätszahl (relative Permittivität) {\displaystyle {\varepsilon }_{\mathrm {r} }} häufig mit {\displaystyle \kappa } (kappa) bezeichnet wird, manchmal auch nur mit k.
Im Gegensatz dazu stehen die High-k-Dielektrika, die als Gate-Isolator eingesetzt werden und durch ihre hohe Dielektrizitätszahl eine dickere Isolationsschicht erlauben und damit zur Reduzierung von Leckströmen (vgl. Tunneleffekt) beitragen.

## Hintergrund
Um die Eigenschaften integrierter Schaltungen zu verbessern, beispielsweise den Stromverbrauch der hochintegrierten Schaltkreise zu verringern oder höhere Schaltgeschwindigkeiten zu erzielen, werden die Strukturen verkleinert. Durch die fortschreitende Miniaturisierung mikroelektronischer Bauteile stößt die Halbleiterindustrie zunehmend an die physikalischen Grenzen.
Ein Effekt der Miniaturisierung ist die Abstandsverringerung der Metallisierungsebenen (Leiterbahnschichten für die Verdrahtung der Bauelemente) auf dem Chip. Durch diese Verkleinerung der Isolatordicke zwischen zwei Leitbahnen steigt der Einfluss der parasitären Kapazitäten. Sie stören die Funktion des Schaltkreises und verringern beispielsweise die maximale Schaltgeschwindigkeit.
Parasitäre Kapazitäten entstehen beispielsweise, wenn zwei Leiterbahnen sich auf unterschiedlichen Ebenen kreuzen oder wenn zwei Leitbahnen parallel nebeneinander laufen. Der Kreuzungsbereich bzw. die benachbarten Leitbahnen gleichen dabei einem einfachen Plattenkondensator. Die Kapazität {\displaystyle C} eines Plattenkondensators berechnet sich nach:
{\displaystyle C={\frac {\varepsilon _{0}\varepsilon _{\mathrm {r} }A}{d}}}
Dabei ist {\displaystyle d} der Plattenabstand, {\displaystyle A} die Fläche der Kondensatorplatten, {\displaystyle {\varepsilon }_{0}} die absolute Dielektrizitätskonstante des Vakuums und die Materialkonstante {\displaystyle {\varepsilon }_{\mathrm {r} }} die relative Permittivität der Isolationsschicht.
Es ist zu sehen, dass die Verringerung des Abstandes d die Kapazität C erhöht. Um dies auszugleichen, ist es notwendig, die Plattenfläche A (ergibt sich aus der Leiterbahnbreite; an Leiterbahn oder parallelen Leiterbahnen) oder die Dielektrizitätszahl {\displaystyle {\varepsilon }_{r}} zu verringern. Der Leiterbahnquerschnitt und somit die Plattenfläche der parasitären Kapazitäten werden aber kaum verkleinert. Denn die Stromdichte in den Leiterbahnen darf nicht steigen und kleinere Querschnitte erhöhen den elektrischen Widerstand durch stärkeren Einfluss der Grenzflächenstreuung der Elektronen. Es bleibt daher nur die Entwicklung neuer Isolierschichten mit geringerer Dielektrizitätszahl übrig, die Low-k-Dielektrika.
Prinzipiell gibt es zwei Wege zur Verringerung der Dielektrizitätszahl:
1. Senkung der Polarisierbarkeit (Dipolstärke) durch Verwendung von Substanzen mit wenig polaren Bindungen wie
  - Kohlenstoff-Kohlenstoff (C–C)
  - Kohlenstoff-Wasserstoff (C–H)
  - Silizium-Fluor (Si–F)
  - Silizium-Kohlenstoff (Si–C), z. B. Applied Materials „Black Diamond I“
2. Senkung der Materialdichte (Dipoldichte) durch Schaffung von freiem Volumen oder der Ausbildung lokal begrenzter Poren (mikroporöse Schichten)

## Materialien
Derzeit in der Halbleiterindustrie eingesetzte Low-k-Materialien sind unter anderem durch CVD- oder Spin-on-Verfahren (sog. spin-on dielectrics, SOD) abgeschiedene mikroporöse SiO- und SiOC-Schichten. Als Basismaterialien dienen siliziumorganische Verbindungen (Silikone), die unter anderem auch im Baustoff- und Beschichtungssektor in großem Umfang eingesetzt werden. Typische Low-k-Vorstufen sind Tetraethylorthosilikat (TEOS) – eine großtechnisch hergestellte Organosiliziumverbindung, die bei −77 °C schmilzt und bei 168,5 °C siedet – und die methylsubstituierten Silane, Tetramethylsilan und Trimethylsilan.
Silan und funktionalisierte Silane werden insbesondere von den deutschen Firmen Evonik Industries (im Geschäftsfeld Chemie, ehemals Degussa) und Wacker-Chemie und von der amerikanischen Dow Corning Inc. im industriellen Maßstab hergestellt. Spezialsilane mit anspruchsvollen organischen Substituenten stellt zum Beispiel das amerikanische Unternehmen Silar her. Daneben können Silane über den Labor- und Chemikaliengroßhandel bezogen werden.
Mikroporöse Low-k-Schichten – Vorbild sind hier die seit den 1930er Jahren bekannten Silizium-Aerogele – können beispielsweise durch Beimischen von Oxidationsmitteln und Emulgatoren zur Low-k-Vorstufe erzeugt werden.
Andere Low-k-Materialien sind beispielsweise Kunststoffe, die aber nicht immer die für den Einsatz in der Halbleitertechnik erforderliche mechanische Festigkeit aufweisen.
Im gesamten Bereich der Low-k-Materialien wird derzeit intensiv geforscht und entwickelt. Das Spektrum der diskutierten Low-k-Materialien erweitert sich hierdurch schnell. Allerdings müssen die Materialien als dünne Schicht auch die derzeitigen industriellen Anforderungen hinsichtlich Leckstromdichte (< 10−9 A/cm) und Durchbruchfeldstärke (EBD > 3 MV/cm) erfüllen.
| Material- klasse                  | Material                                                                | εr      | Abscheidungs- technik |
| --------------------------------- | ----------------------------------------------------------------------- | ------- | --------------------- |
| anorganisch                       | amorphes Siliciumdioxid                                                 | 3,9…4,5 | CVD                   |
| anorganisch                       | fluoriertes Silikatglas (FSG, SiOF)                                     | 3,3…4,0 | CVD                   |
| anorganisch                       | Wasserstoff-Silsesquioxan (engl. hydrogen silesquioxane, HSQ oder HSSQ) | 2,9…3,2 | SOD                   |
| anorganisch                       | amorpher Kohlenstoff (engl. diamond-like carbon, DLC)                   | 2,7…3,4 | CVD                   |
| anorganisch                       | Kohlenstoff-dotiertes Siliciumoxid (engl. carbon-doped oxide, CDO)      | 2,8…3,2 | CVD                   |
| Hybride (anorganisch/ organisch)  | Si-O-C-Polymere (z. B. MSQ)                                             | 2,0     | SOD                   |
| organisch                         | Polyimide                                                               | 3,1…3,4 | SOD                   |
| organisch                         | Parylen-N                                                               | 2,7     | CVD                   |
| organisch                         | Benzocyclobutene (BCB)                                                  | 2,6…2,7 | SOD                   |
| organisch                         | fluorierte Polyimide                                                    | 2,5…2,9 | SOD                   |
| organisch                         | aromatische Polyether (engl. poly(arylene ether), PAE)                  | 2,7…2,9 | SOD                   |
| organisch                         | Polyaryle                                                               | 2,6…2,7 | SOD                   |
| organisch                         | Parylen-F4                                                              | 2,4…2,5 | CVD                   |
| organisch                         | Fluoropolymere (z. B. PTFE)                                             | 1,9…2,1 | SOD/CVD               |
| porös                             |                                                                         |         |                       |
| poröse organische Materialien     | 2,1…2,2                                                                 | SOD     |                       |
| poröses CDO                       | 2,0…2,5                                                                 | CVD     |                       |
| silicatische Xerogele (Silicagel) | 2,0…2,5                                                                 | SOD     |                       |
| silicatische Aerogele             | 1,8                                                                     | SOD     |                       |
| mesoporöse Organosilikate         | 1,8…2,2                                                                 | SOD     |                       |
| poröses HSSQ/MSSQ                 | 1,5…2,2                                                                 | SOD     |                       |
| mesoporöse Silikatgläser (SiO2)   | 1,3…2,6                                                                 | SOD     |                       |

## Geschichte
Low-k-Dielektrika wurden erstmals um das Jahr 2002 mit der Einführung des 130-nm-Technologieknotens in der industriellen Produktion genutzt, z. B. AMD Athlon 64 und Opteron. Seitdem wurden Low-k- und Ultra-low-k-Materialien zumindest für Produkte in 65-nm-Technik und darunter zunehmend zum Standarddielektrikum für die ersten Metallisierungsebenen.